# Yoshitake Suzuki
Yoshitake Suzuki (鈴木 喜丈 Suzuki Yoshitake?, Tokio, 6 de julio de 1998) es un futbolista japonés que juega como centrocampista en el Fagiano Okayama de la J1 League.

## Trayectoria

### Clubes
| Club                    | País  | Año       |
| ----------------------- | ----- | --------- |
| F. C. Tokyo             | Japón | 2017-2021 |
| Mito HollyHock (cedido) | Japón | 2020-2021 |
| Mito HollyHock          | Japón | 2022      |
| Fagiano Okayama         | Japón | 2023-     |